# Burg Giebichenstein Kunsthochschule Halle
Die Burg Giebichenstein Kunsthochschule Halle (Burg Halle) ist die 1915 gegründete Kunsthochschule in Halle (Saale). Mit über 1000 Studierenden ist sie eine der größten Kunsthochschulen in Deutschland und bietet in zwei Fachbereichen 20 Kunst- und Designstudiengänge an. Sie ist die einzige Kunsthochschule unter den zehn Hochschulen in Sachsen-Anhalt.
Die Kunsthochschule hat ihren Sitz in der Unterburg der Burg Giebichenstein nördlichen Stadtrand sowie auf dem Hermes-Areal im nordöstlichen Gebiet von Halle und am Neuwerk östlich des Mühlgrabens mit dem Campus Design.

## Geschichte und Gegenwart
Die heutige Burg Giebichenstein Kunsthochschule Halle geht auf die Gewerbliche Zeichen- und Handwerkerschule der Stadt Halle zurück. Diese Schule entstand 1879 aus der Vereinigung der seit 1852 bestehenden Provinzial-Gewerbeschule Halle und der seit 1870 bestehenden Gewerblichen Zeichenschule. Als Geburtsstunde der heutigen Kunsthochschule gilt der Amtsantritt des Architekten Paul Thiersch als Direktor am 1. Juli 1915. Die Schule hieß nun Handwerker- und Kunstgewerbeschule Halle. Thiersch gab ihr neue Impulse und reformierte sie im Sinne der Ideen des Deutschen Werkbundes und des Bauhüttenideals. Es entstanden ausbildende und produzierende Werkstätten sowie künstlerische Fachklassen, in denen ohne feste Lehrpläne ausgebildet wurde: Neben einer Tischlerei wurden Klassen für Malerei, Grafik, Bildhauerei, Architektur, Textilgestaltung und Fotografie eingerichtet.
1922 bezog die Schule erstmals Räume in der Unterburg der Burg Giebichenstein, wo sie die Bezeichnung Werkstätten der Stadt Halle, Staatlich-städtische Kunstgewerbeschule Burg Giebichenstein führte. Im selben Jahr etablierte sich ein Ausbildungsgang Töpferei, nachdem schon 1920 Baukeramik ins Lehrprogramm aufgenommen worden war.
Nach Auflösung des Bauhauses in Weimar im Jahr 1925 kamen zahlreiche ehemalige Bauhäusler als Lehrer an die „Burg“, unter ihnen der Bildhauer Gerhard Marcks, der von 1928 bis 1933 das Amt des Direktors bekleidete. 1928 zeigte Thiersch die reorganisierte Burg Giebichenstein in der neugegründeten Neuen Sammlung in München im Zeichen der vier Elementarbilder des neu berufenen Charles Crodel.
Nach der Machtergreifung durch die Nationalsozialisten 1933 mussten Gerhard Marcks, Charles Crodel sowie Marguerite Friedlaender, Hans Wittwer und Erwin Hahs die Schule verlassen. Das nationalsozialistische Regime vernichtete die drei Werkstätten Crodels für Wandmalerei, Hochdruck und Tiefdruck und führte die Einrichtung als Handwerkerschule weiter. Sie hieß ab 1934 Staatlich-städtische Handwerkerschule Burg Giebichenstein – Werkstätten der Stadt Halle, 1938 wurde sie erneut umbenannt in Meisterschule des Deutschen Handwerks auf Burg Giebichenstein Halle-Saale, Werkstätten der Stadt Halle. 1943 änderte sich die Benennung wieder, nun firmierte die „Burg“ als Meisterschule für das gestaltende Handwerk.
In der Nachkriegszeit wurde die Burg Giebichenstein als Kunstschule wiederaufgebaut, seit 1946 mit dem Titel Burg Giebichenstein – Kunstschule und Werkstätten der Stadt Halle-Saale. 1950 erfolgte die Angliederung an die Martin-Luther-Universität Halle-Wittenberg als Institut für angewandte Künste – Werkstätten der Burg Giebichenstein, womit die Ausbildungsstätte erstmals Hochschulstatus erlangte. 1956 wurde diese Verbindung wieder gelöst und stattdessen wurde Burg Giebichenstein an die Kunsthochschule Berlin-Weißensee angeschlossen, als Institut für künstlerische Werkgestaltung der Hochschule für bildende und angewandte Kunst Berlin - Halle/Saale – Burg Giebichenstein. 1958 erlangte die Burg unter dem Direktor Walter Funkat ihre Autonomie als Hochschule für industrielle Formgestaltung Halle – Burg Giebichenstein des Kulturministeriums, womit die ursprüngliche städtische Handwerkerschule endgültig zu einer staatlichen Hochschule wurde. Seither war die Hochschule für industrielle Formgestaltung bis 1989 eine der einflussreichsten Ausbildungsstätten für Designer und Künstler, und mit der Ausbildung in den Fachrichtungen der angewandten Kunst bestimmend für die besondere künstlerische Qualität des Kunsthandwerks in der DDR. Von 1965 bis 1975 wurde die Bildende Kunst als Lehrfach zugunsten der Formgestaltung zurückgedrängt, erst nach 1975 erhielt die „Burg“ wieder ihre alte Struktur wie in den 1920er Jahren und konnte sich durch neue Fächer (Glas, Medienkunst, Kommunikationsdesign) erweitern. Im Jahr 1976 installierte der Rektor Paul Jung die Abteilung Theorie und Methodik (Leitung Horst Oehlke, Rolf Frick). In dieser Gruppe arbeiteten bis zu 25 Wissenschaftler unterschiedlicher Fachdisziplinen an der Designmethodik, der Designtheorie und intensiv an der Einsatzvorbereitung der Computertechnik für das Design.
In der DDR waren die KWO Kunstgewerbe-Werkstätten Olbernhau als eigenständiges Unternehmen mit Schwerpunkt Design und ab 1967/1968 der VEB Puppenwerkstätten Bad Kösen der Hochschule angegliedert.
1989 fand die Umbenennung in Burg Giebichenstein – Hochschule für Kunst und Design Halle statt. Die Hochschule stellt sich dem gesellschaftlichen Wandel, der Internationalisierung und den komplexen Aufgaben in Kunst und Design. Ein Alleinstellungsmerkmal bleibt dabei bis heute die fundierte künstlerisch-wissenschaftliche Grundlehre.
Auf dem Campus Design wurden 2003 umfangreiche Sanierungsarbeiten begonnen, seitdem wird der Campus stetig erweitert, so wurde 2015 eine Mediathek errichtet.
Die Einführung von Bachelorstudiengängen im Fachbereich Design erfolgte 2005, die der Masterstudiengänge 2008. Im Fachbereich Kunst werden weiterhin Diplomstudiengänge angeboten.
2010 wurde der Name der Hochschule in Burg Giebichenstein Kunsthochschule Halle geändert, um den Status der Kunsthochschule und den damit verbundenen universitären Status deutlicher werden zu lassen. 2013 wurde der Kunsthochschule das Promotionsrecht verliehen. 2015 feierte die „Burg“ ihr 100-jähriges Bestehen, in dessen Rahmen ein umfangreiches Programm mit zahlreichen Ausstellungen, Veranstaltungen und Publikationen stattfand.
Zurzeit studieren etwa 1040 Studierende an der Hochschule. Rund zwei Drittel studieren einen Designstudiengang, die übrigen im Fachbereich Kunst.  Von derzeit 51 besetzten Professuren (inklusive Gast-, Vertretungs- und Honorarprofessuren) werden 25 von Frauen innegehalten. Die Kunsthochschule ist damit eine der wenigen Universitäten und Kunsthochschulen in Deutschland, die paritätisch in der Professorenschaft besetzt ist.

## Studium

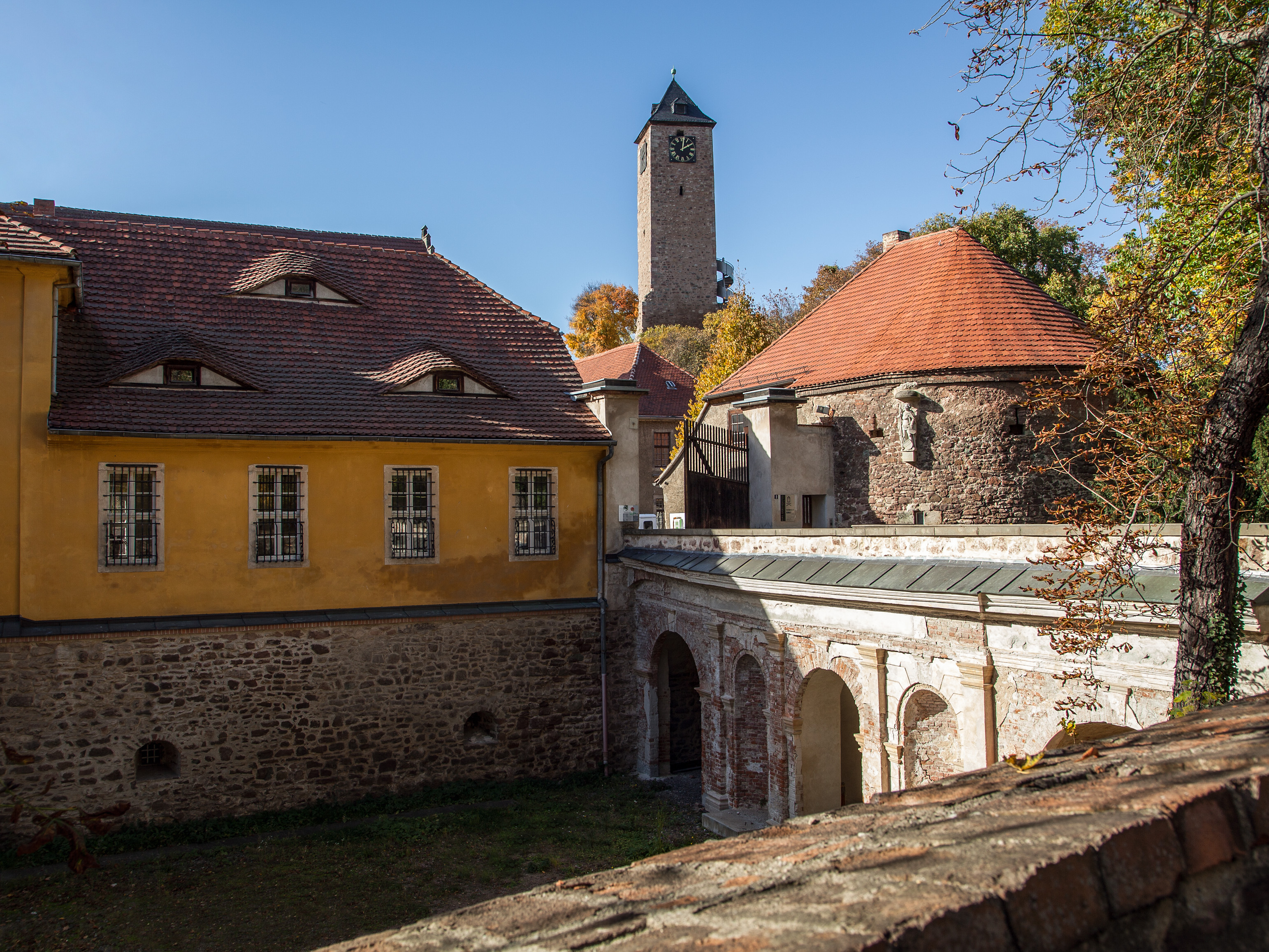
Kunst-Campus mit Blick auf die Oberburg Giebichenstein

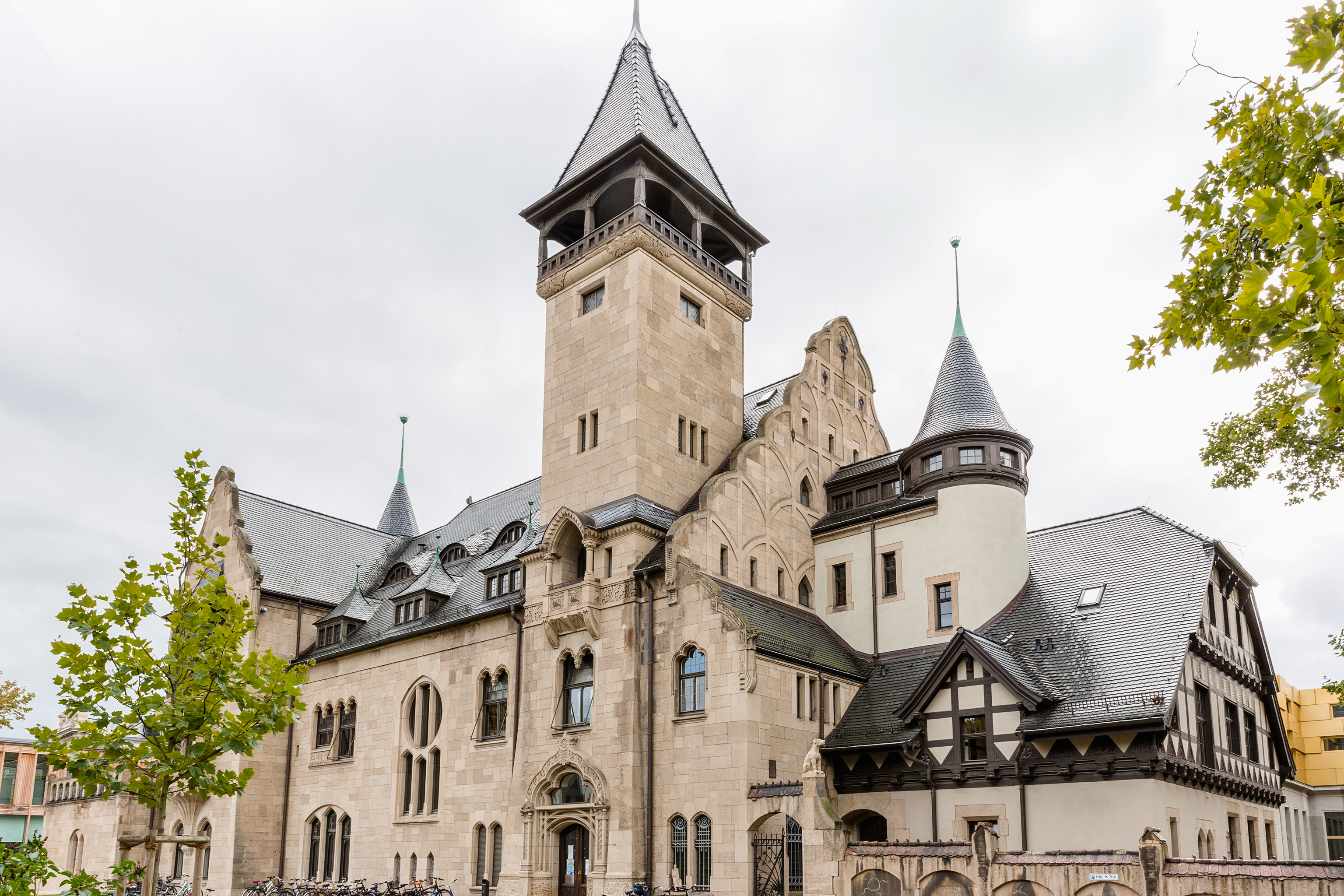
Zentrale Verwaltung auf dem Design-Campus

Die Burg Giebichenstein Kunsthochschule Halle hat in zwei Fachbereichen 20 Diplom-, Bachelor- und Masterstudiengänge und 15 fachspezifische Studienrichtungen. Zudem verfügt sie über 2 Aufbaustudiengänge und seit 2013 in den Designwissenschaften über das Promotionsrecht. 15 Prozent der Studierenden stammen aus dem Ausland.
Das Bachelorstudium dauert regulär vier Jahre, ein Masterstudium ein Jahr und Diplomstudiengänge fünf Jahre. Ein besonderer Schwerpunkt liegt auf der Grundlagenausbildung in Theorie und Praxis, welche in den ersten zwei Studienjahren studiengangsübergreifend vermittelt wird. Unter fachkundiger Anleitung können die Studierenden für ihre Projekte in über 20 Fachwerkstätten auf dem Hochschulgelände Materialien und Arbeitsgeräte nutzen. Die Eignungsprüfungen finden jährlich Mitte März statt. Auf rund 200 vergebene Studienplätze im Jahr 2018 bewarben sich 1480 Interessierte.
- Fachbereich Kunst
  - Diplomstudiengänge
    - Plastik
      - Bildhauerei / Figur
      - Bildhauerei / Materialität und Raum
      - Keramik
      - Schmuck
      - Zeitbasierte Künste (Film, Video, Performance, Mixed Media)

    - Malerei / Grafik
      - Malerei / Glas
      - Buchkunst (Buchgestaltung, Pressendruck, künstlerische Einbände)
      - Grafik
      - Malerei
      - Textile Künste

    - Kunstpädagogik (derzeit keine Neu-Immatrikulationen)
    - Kunsterziehung (Staatsexamen, Lehramt an Gymnasien / Lehramt an Sekundarschulen)
    - Kunstwissenschaften

  - Aufbaustudium
    - Bildende Kunst
    - Meisterschülerstudium
- Fachbereich Design
  - Bachelorstudiengänge
    - Industriedesign
      - Industriedesign
      - Spiel- und Lerndesign
      - Produktdesign / Keramik- und Glasdesign

    - Innenarchitektur
    - Kommunikationsdesign
    - Modedesign
      - Mode
      - Textil

    - Multimedia|Virtual Reality - Design

  - Masterstudiengänge
    - Industrial Design
    - Design of Playing and Learning
    - Product Design and Design of Porcelain, Ceramics and Glass
    - Interior Architecture
    - Furniture and Interior Design
    - Photography (auslaufend)
    - Visual Strategies and Stories
    - Conceptual Fashion Design
    - Conceptual Textile Design
    - Multimedia Design
    - Design Studies

  - Aufbaustudiengänge
    - Bildende Kunst
    - Meisterschülerstudium

  - Promotion
    - Designwissenschaften

  - Studienbegleitende Lehrangebote:
    - Gestalterische und Künstlerische Grundlagen Design
    - Bildnerische Grundlagen Kunst
    - Designwissenschaften
    - Kunstwissenschaften

## Standorte
Die Hochschule gliedert sich in drei Hauptstandorte: Ein Zentrum bildet der Design-Campus am Neuwerk 7 mit Sitz der Verwaltung, der Bibliothek, dem Medienzentrum, dem Studieninformationszentrum, dem Startup-Zentrum Designhaus Halle und den Zentralen Werkstätten sowie den Lehrgebäuden des Fachbereichs Design. Auf dem Campus Kunst an der Seebener Straße 1 befindet sich die Mehrzahl der Ateliers und Räume des Fachbereichs Kunst. Im Hermes-Gebäude in der Hermesstraße 5 finden insbesondere die Lehrveranstaltungen für Studierende der Kunstpädagogik, Kunst/Lehramt, Textilen Künste und Malerei statt.

## Öffentliche Veranstaltungen

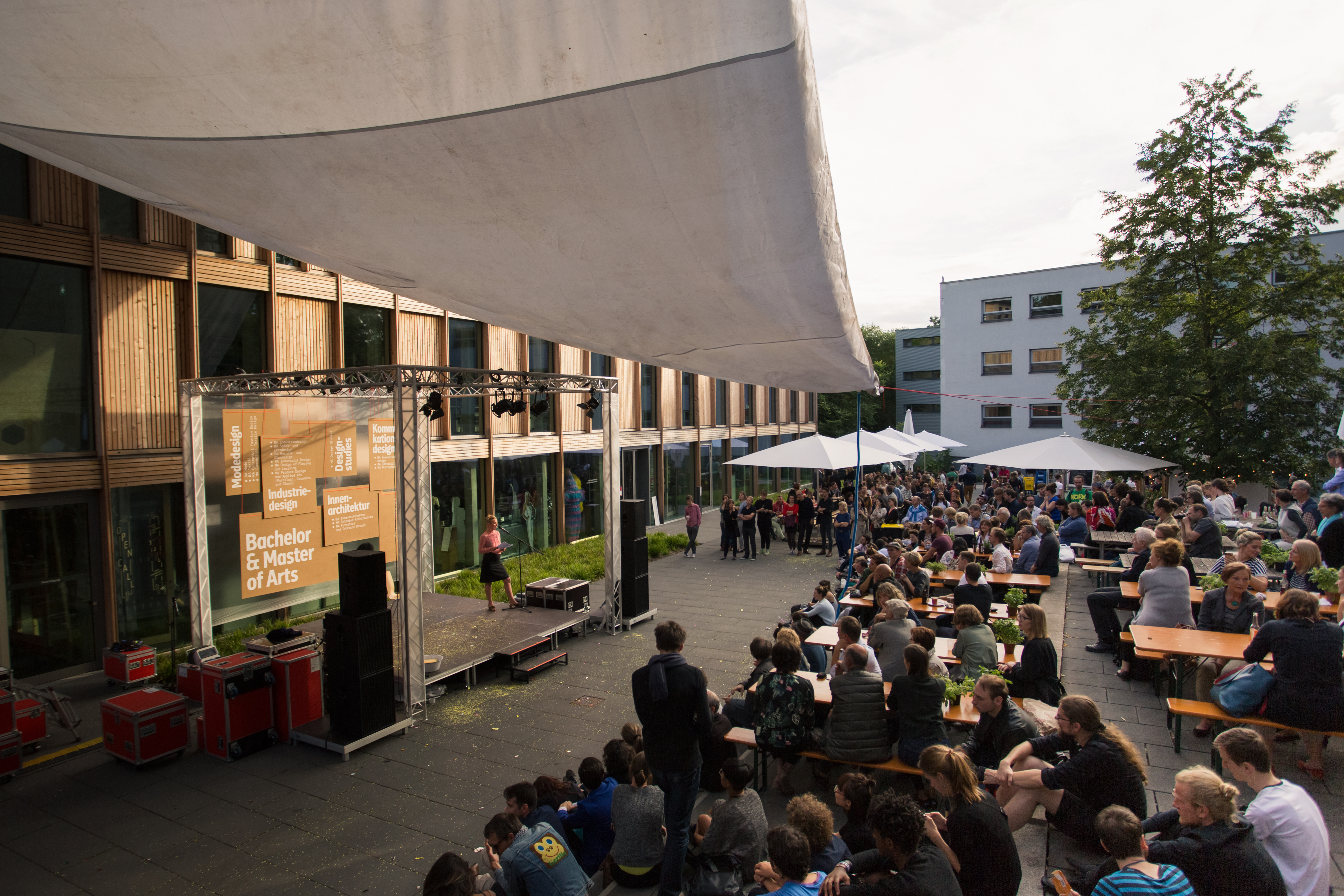
Urkundenverleihung während der Jahresausstellung 2017

Die alljährliche Jahresausstellung im Juli bildet den Höhepunkt des Studienjahres: Für die Dauer eines Wochenendes zeigen die Studierenden aller Studiengänge am Campus Kunst, Campus Design, dem Hermes-Gebäude und an weiteren Ausstellungsorten ihre Semester- und Abschlussarbeiten.
Jeweils zum Abschluss des Semesters im Juli und Februar präsentieren zudem die Studierenden der Mode ihre Kollektionen bei der Werkschau der Mode. Während des Semesters sind wechselnde Ausstellungen in der hochschuleigenen Burg Galerie im Volkspark zu sehen. Zur Eröffnung des Studienjahres wird, begleitet von einer Ausstellung in der Kunststiftung des Landes Sachsen-Anhalt, seit 2012 der GiebichenStein Designpreis vergeben.
Studieninteressierte erhalten jeweils im Januar während des Studieninformationstags einen Eindruck von der Hochschule und können an Mappenberatungen und Führungen teilnehmen.
Bei der Burg Kostprobe im September haben Schüler der Oberstufe die Möglichkeit, im Austausch mit Studierenden und bei Workshops das Studienangebot der BURG kennenzulernen.

## Bekannte Professoren, Dozenten und Absolventen(Auswahl)

### Direktoren und Rektoren
– chronologisch geordnet –
- Paul Thiersch, Architekt, Direktor 1915–1928
- Gerhard Marcks, Plastiker, Rektor 1928–1933
- Gustav Weidanz, Plastiker, Kommissarischer Direktor 1933
- Hans Willi Michel, Zeichner, Direktor 1934
- Hermann Schiebel, Zeichner, Direktor 1934–1945
- Gustav Weidanz, Plastiker, Kommissarischer Direktor 1945
- Ludwig E. Redslob, Jurist, Direktor 1945–1946
- Wilhelm Nauhaus, Buchgestalter, Direktor 1946
- Hanns Hopp, Architekt, Direktor 1946–1949
- Walter Funkat, Grafiker, Direktor und Rektor 1950–1964
- Erwin Andrä, Formgestalter, Rektor 1964–1971
- Paul Jung, Formgestalter, Rektor 1971–1987
- Jochen Ziska, Formgestalter, Rektor 1987–1989
- Paul Jung, Formgestalter, Rektor 1989–1996
- Johannes Langenhagen, Formgestalter, Rektor 1996–1998
- Ludwig Ehrler, Maler, Rektor 1998–2002
- Ulrich Klieber, Maler, Rektor 2003–2010
- Axel Müller-Schöll, Innenarchitekt, Rektor 2010–2014
- Dieter Hofmann, Designer, Rektor 2014–2022
- Bettina Erzgräber, Künstlerin und Professorin für Zeichnen und bildnerisches Gestalten, Rektorin seit 2022

### Lehrer, Meister und bekannte Absolventen vor 1933
– alphabetisch geordnet –
- Erich Consemüller, Architekt
- Charles Crodel, Maler und Grafiker
- Erich Dieckmann, Tischler und Möbeldesigner
- Hans Finsler, Fotograf
- Marguerite Friedlaender, Keramikerin
- Gerhard Geyer, Bildhauer
- Erwin Hahs, Maler und Grafiker
- Karl Hermann Haupt, Maler und Grafiker
- Benita Koch-Otte, Textil
- Erich Lenné, Metall, Silberschmied
- Maria Likarz, Textil und Emaille
- Gerhard Marcks, Bildhauer und Grafiker, Rektor ab 1928
- Karl Müller, Metallbildner
- Otto Müller, Maler
- Johannes Niemeyer, Architekt
- Otto Pfaff, Buchbinder, Buchkünstler
- Herbert Post, Schriftkünstler
- Lili Schultz, Metall- und Email[16]
- Johanna Schütz-Wolff, Textilgestalterin und Grafikerin, ab 1920 erste Leiterin der Textilwerkstätten
- Paul Thiersch, Begründer und 1. Direktor der Schule, Architekt
- Gustav Weidanz, Bildhauer
- Franz Rudolf Wildenhain, Keramiker
- Hans Wittwer, Architekt

### Professoren und Lehrkräfte nach 1945
– alphabetisch geordnet –
- Erwin Andrä, Formgestalter, Rektor 1964 bis 1971
- ATAK, Grafiker, Comic-Zeichner
- Jürgen Albrecht, 1978 bis 1999, Methodik, Medientechnik, CAD/CAM
- Winfried Baumberger, Produktdesigner
- Johannes Baumgärtner, Bildhauer, Grundlagenstudium
- Tilo Baumgärtel, Maler, Professor für Malerei
- Nike Bätzner, Kunsthistorikerin
- Hanne Bergius, Kunst-, Design- und Architekturhistorikerin
- Anna Berkenbusch, Kommunikationsdesignerin
- Veronica Biermann, Kunsthistorikerin
- Helmut Brade, Grafiker, Bühnenbildner
- Renate Brömme, Grafikerin (Grundlagenstudium)
- Gudrun Brüne, Malerin
- Axel Buether, Architekt und Medienkünstler, 2006–2011 Grundlagenstudium
- Kurt Bunge, Maler und Grafiker
- Josef Bzdok, Kunstschmied und Metallgestalter
- Charles Crodel, Maler und Grafiker
- Ilse Decho, Glasdesignerin
- Henri Deparade, Maler und Grafiker, 1977 bis 1980,
- Wolfgang Dreysse, Bildhauer
- Ludwig Ehrler, Maler und Grafiker, Rektor 1998 bis 2003
- Guido Englich, Designer
- Bettina Erzgräber, Künstlerin, Rektorin seit 2022
- Walter Funkat, Gebrauchsgrafiker, 1950 bis 1958 Direktor, 1. Rektor ab 1958 bis 1964
- Rolf Frick, 1975 bis 1994, Designmethodik
- Mareike Gast, Designerin
- Günter Gnauck, Grafiker und Schriftkünstler
- Irmgard Glauche, Textildesignerin
- Bernd Göbel, Bildhauer
- Matthias Görlich, Designer, Professor für Informationsdesign
- Inge Götze, Textilkünstlerin
- Armin Graßl, Designer
- Waldemar Grzimek, Bildhauer
- Erwin Hahs, Maler und Grafiker
- Karl-Joachim Heinemann, Designer
- Hannelore Heise, Grafikerin und Schriftkünstlerin
- Renate Heintze, Schmuckgestalterin
- Dieter Hofmann, Designer, Rektor von 2014 bis 2022
- Lutz Holland,  Bildhauer und Metallbildner
- Rudolf Horn, Innenarchitekt und Möbelgestalter
- Norbert Hornig, Maler und Grafiker
- Paul Jung, Designer, Rektor 1971 bis 1987 und 1989 bis 1996
- Martin Kelm, Designer 1958–1961, Dozent Technische Formgestaltung
- Hubert Kittel, Designer für Porzellan, Keramik und Glas
- Ulrich Klieber, Maler und Grafiker, Rektor von 2003 bis 2010
- Robert Klümpen, Maler
- Ulrich Knispel, Maler, Grundlagenstudium
- Azade Köker, Installationskünstlerin, Keramikerin und Bildhauerin
- Peter Kolbe, Multimedia-Virtual Reality Autor, Designinformatiker
- Ilse-Maria Krause, künstlerische Leiterin der hochschuleigenen Textilmanufaktur, Textilgestalterin
- Ulrike Krenzlin, Kunsthistorikerin und Professorin für Kunstgeschichte
- Johannes Langenhagen, Produkt-Designer, Rektor von 1996 bis 1998
- Günther Laufer, Kunstschmied und Metallbildhauer
- Eva Leitolf, Fotografin
- Gerhard Lichtenfeld, Bildhauer
- Mechthild Lobisch, Buchkünstlerin, Typografin, Grafikerin
- Gerd Lucke, Leiter der Keramikwerkstatt 1965–1975
- Peter Luckner, Designer und Ingenieur
- Ute Mahler, Modefotografie
- Werner Mahler, Textilfotogragie
- Eva Mahn, Fotografin und Kunsthistorikerin
- Brigitte Mahn-Diedering, Gefäßgestaltung
- Heidi Manthey, Keramikerin und Malerin
- Reiner Maria Matysik, Bildhauer und Fotograf
- Una H. Moehrke, Malerin, Performancekünstlerin, Kunsthistorikerin
- Gertraud Möhwald, Bildhauerin und Keramikerin
- Otto Möhwald, Maler und Grafiker
- Thomas M. Müller, Grafiker
- Karl Müller, Metallbildner
- Rolf Müller, Maler, Grafiker und Textilkünstler
- Axel Müller-Schöll, Architekt und Innenarchitekt, Rektor von 2010 bis 2014
- Wilhelm Nauhaus, Buchkünstler und Chronist der Hochschule
- Eva Natus-Šalamoun, Grafikerin, Illustratorin
- Horst Oehlke, 1974 bis 1997, Designtheorie
- Irmtraud Ohme, Metallbildhauerin
- Ronald Paris, Maler und Grafiker
- Uwe Pfeifer, Maler und Grafiker
- Ute Pleuger, Malerin und Grafikerin
- Dorothea Prühl, Schmuckkünstlerin
- Bruno Raetsch, Bildhauer
- Günther Rechn, Maler und Grafiker, Aspirant und Dozent für Naturstudium und Aktzeichnen 1972 bis 1977
- Ulrich Reimkasten, Maler, Textilkünstler
- Dieter Rex, Maler und Grafiker
- Karl Rödel, Maler und Grafiker
- Rolf Roeder, Industriedesigner
- Frank Ruddigkeit, Grafiker, Maler und Bildhauer
- Thomas Rug, Grafiker
- Rainer Schade, Grafiker, Illustrator und Karikaturist
- Rudolf Schäfer, Fotograf
- Antje Scharfe, Keramikerin
- Eberhard Scharnowski, 1973 bis 2006, Naturwissenschaftlich-Technische Grundlagen
- Karin Schmidt-Ruhland, 2007 bis 2024, Spiel- und Lerndesign
- Rainer Schönhammer, 1994 bis 2018, Psychologe
- Ingrid Schultheiß, Buchgestalterin
- Lili Schultz, Metall- und Emaille-Gestalterin
- Benno Schulz, Maler und Grafiker, Dozent Grundlagenstudium, Universitätszeichenlehrer an der MLU
- Ernst-Werner Schulze, Grafiker
- Gerhard Schwarz, Maler und Grafiker
- Lothar Sell, Grafiker und Keramiker
- Willi Sitte, Maler und Grafiker
- Johann Stief, Innenarchitekt und Architekt
- Carsten Theumer, Bildhauer und Medailleur
- Andrea Tinnes, Grafikdesignerin
- Christine Triebsch, Glaskünstlerin
- Gerhard Voigt, Grafiker
- Hannes H. Wagner, Maler und Grafiker
- Josef Walch, Kunstdidaktiker
- Vincenz Warnke, Designer
- Günter Weber Ingenieur, Flugzeugkonstrukteur
- Gustav Weiß (1922–2023), 1958 bis 1961 Lehrbeauftragter für Wissenschaftlich-technische und künstlerische Keramik
- Heinz Werner, Porzellangestalter
- Hermann Weber, Künstler und Designgestalter
- Martin Wetzel, Bildhauer
- Gustav Weidanz, Bildhauer
- Hubert Wittmann, Maler und Grafiker
- Andrea Zaumseil, Bildhauerin
- Jochen Ziska, Formgestalter und Rektor von 1987 bis 1989
- Lothar Zitzmann, Maler und Grafiker, Grundlagenstudium
- Christian Zöllner, Designer

### Absolventinnen und Absolventen
– alphabetisch geordnet –
- Steffen Ahrens (* 1962), Bildhauer
- Heinrich Apel (1935–2020), Bildhauer
- Ulrich Barnickel (* 1955), Bildhauer
- Liebfriede Bernstiel (1915–1998), Keramikerin
- Christoph Bouet (* 1974), Maler und Musiker
- Ute Brade (* 1942), Keramikerin
- Horst Brühmann (1942–2014), Bildhauer
- Christiane Budig (* 1969), Glasgestalterin
- Fritz Diedering (1931–2025), Maler und Grafiker
- Karl-Heinz Drescher (1936–2011), Grafiker
- Henri Deparade (* 1951), Maler und Grafiker
- Steffi Deparade-Becker (* 1954), Malerin und Grafikerin
- Rainer Ehrt (* 1960), Grafiker, Illustrator, Buchkünstler und Cartoonist
- Wilfried Fitzenreiter (1932–2008), Bildhauer und Medailleur
- Andreas Freyer (* 1953), Bildhauer
- Roland Fuhrmann (* 1966), Bildhauer
- Manfred Gabriel (* 1939), Maler und Grafiker
- Gerhard Geyer (1907–1989), Bildhauer
- Rüdiger Giebler (* 1958), Maler und Grafiker
- Ulrich Goette Himmelblau, Maler, Grafiker, Galerist
- Wasja Götze (* 1941), Grafiker und Pop-Künstler
- Rudolf Heinrich (1926–1975), Bühnenbildner
- Manfred Heintze (1934–1985), Industriedesigner
- Johann-Peter Hinz (1941–2007), Metallbildhauer
- Jörg-Tilmann Hinz (* 1947), Bildhauer und Metallgestalter
- Gerhard Hoehme (1920–1989), Maler und Grafiker
- Lutz Holland (1934–2012), Bildhauer
- Günter Kaden (* 1941), Bildhauer
- Monika Kaden (* 1949), Keramikerin und Bildhauerin
- Herbert Kitzel (1928–1978), Maler und Grafiker
- Edgar Knobloch (* 1968), Grafiker
- Günter Knobloch (* 1937), Grafiker und Designer
- Gisela Kühler-Balcke (1913–1983), Bildhauerin
- Werner Liebmann (* 1951), Maler und Grafiker
- Susan Liebold (* 1977), Glaskünstlerin und Designerin
- Ute Lohse (1941–2022), Keramikerin
- Eberhard Marx (* 1951), Industriedesigner
- Hans Meyer (* 1938), Professor, Innenarchitektur und Design
- Karl Erich Müller (1917–1998), Maler und Grafiker
- Karin Nenz (* 1945), Glasdesignerin und Glaskünstlerin
- Klaus Nusser (* 1938), Designer und Keramiker[17]
- Christl Prange (1937–2024), Textilkünstlerin
- Gerlinde Queißer (* 1947), Plastikerin und Innenarchitektin
- Werner Rataiczyk (1921–2021), Maler, Grafiker und Textilkünstler
- Matthias Rataiczyk (* 1960), Maler und Grafiker
- Christoph Reichenbach (* 1950). Bildhauer
- Renée Reichenbach (* 1956), Keramikerin
- Thomas Reichstein (* 1960), Bildhauer
- Hartmut Renner (* 1951), Metallbildhauer
- Annegrete Riebesel (* 1962), Glaskünstlerin, Grafikerin
- Marielies Riebesel (1934–2015), Textilkünstlerin, Malerin
- Karl Rödel (1907–1982), Maler und Grafiker
- Rüdiger Roehl (* 1942), Bildhauer und Metallgestalter
- Wolf Röhner (* 1944), Formgestalter
- Hans Rothe (1929–2023), Maler, Keramiker und Restaurator
- Veronika Schäpers (* 1969), Buchkünstlerin
- Ute Scheffler (* 1944), Keramikerin, Politikerin 1. Landtag Sachsen-Anhalt (Grüne)
- Barbara Schmidt (* 1967), Porzellandesignerin
- Dagmar Schmidt (* 1963), Textil-, Metall- und Installationskünstlerin
- Isolde Schmitt-Menzel (1930–2022), Zeichnerin und Malerin, Erfinderin der Maus im Fernsehen (Die Sendung mit der Maus)
- Jochen Seidel (1924–1971), Maler und Grafiker
- Frieder Simon (1936–2020), Puppenspieler, Regisseur
- Margarete Späte (* 1958), CDU-Politikerin, Bildhauerin
- Ragna Sperschneider (1928–2003), Goldschmiedin und Emailkünstlerin
- Carl Helmut Steckner (1916–2003), Maler
- Susanne Theumer (* 1975), Grafikerin und Buchillustratorin
- Hans-Joachim Triebsch (* 1955), Maler und Grafiker
- Sabine Wachs (* 1960), Porzellangestalterin
- Heidi Wagner-Kerkhof (* 1945), Bildhauerin, Medailleurin und Grafikerin
- Thomas H. Weber (1960–2006), Maler und Grafiker
- Jürgen von Woyski (1929–2000), Bildhauer
- Klaus von Woyski (1931–2017), Maler, Grafiker und Restaurator
- Cornelia Weihe (* 1959), Malerin, Bildhauerin
- Christoph Weihe (* 1954), Bildhauer
- Michael Weihe (1961–2012), Bildhauer
- Christiane Werner (* 1965), Malerin, Grafikerin und Textilkünstlerin
- Dana Widawski (* 1973), Künstlerin

## Regelmäßig vergebene Auszeichnungen der Hochschule und ihrer Partner
- Medaille „Dank der Burg“ (seit 1948/1949)
- Gustav-Weidanz-Preis für Plastik (seit 1975)
- Kunstpreis der Stiftung der Saalesparkasse (seit 2007)
- GiebichenStein Designpreis (seit 2012)
- Worpswede-Stipendium (seit 2022)

## Internationale Partnerhochschulen
Es gibt in Europa Hochschulpartnerschaften mit 53 Hochschulen in 20 Ländern. Zudem kooperiert die Kunsthochschule mit 11 Kunsthochschulen weltweit, Schwerpunkte liegen im Austausch mit Sankt Petersburg (Russland), Havanna (Kuba) und Tokio (Japan). Die Burg Giebichenstein Kunsthochschule ist darüber hinaus Partner im Cumulus-Verbund der Europäischen Hochschulen, einem Netzwerk aus 165 Kunst- und Designhochschulen sowie Mitglied der European League of Institutes of the Arts (ELIA). Zu den Partnerhochschulen gehören:
- Aalto University, Helsinki, Finnland
- Academy of Arts, Architecture and Design Prague, Prag, Tschechien
- Akademie der bildenden Künste Wien, Wien, Österreich
- Bezalel Academy of Arts and Design, Jerusalem, Israel
- Design Academy Eindhoven, Eindhoven, Niederlande
- Freie Universität Bozen, Bozen, Italien
- Instituto Superior de Arte, Havanna, Kuba
- Instituto Superior de Diseño Industrial, Havanna, Kuba
- Seoul National University, Seoul, Südkorea
- Stieglitz Staatsakademie für Kunst und Design, Sankt Petersburg, Russland
- The Royal Danish Academy of Fine Arts Kopenhagen, Dänemark
- Tokyo University of the Arts, Tokio, Japan
- University of Gothenburg, Göteborg, Schweden
- University of Leeds, Leeds, Großbritannien
- Zürcher Hochschule der Künste, Zürich, Schweiz